# Brunoy
Brunoy és un municipi francès al departament d'Essonne (regió de l'Illa de França). L'any 2005 tenia 25.400 habitants.
Forma part del cantó d'Épinay-sous-Sénart i cantó d'Yerres, del districte d'Évry. I des del 2016 de la Comunitat d'aglomeració Val d'Yerres Val de Seine.
És al sud-est de París, a aproximadament 22 km de la capital, i a 17 km d'Évry, la seva prefectura. Porta de la regió de Brie, és travessat pel riu Yerres, afluent del Sena, en el lloc en què la seva vall forma uns meandres marcats, i bordejat en la seva part sud pel bosc de Sénart.